# Saint-Didier-en-Velay
Saint-Didier-en-Velay é uma comuna francesa na região administrativa de Auvérnia-Ródano-Alpes, no departamento de Alto Loire. Estende-se por uma área de 25,45 km². Em 2010 a comuna tinha 3 496 habitantes (densidade: 137,4 hab./km²).